# Головсько
Головсько — колишнє місто та столиця Антського союзу. Знаходилося в межах сучасного міста Львова на Замковій горі.

## Згадки про місто
- Лібаній (314–393 рр. н. е.), грецький філософ та письменник родом із сирійської Антіохії, який жив переважно в Антіохії, подорожував у 340 році на Балканах, дістався через Дунай в Україну. Він побував у Галичині й описав свою подорож у своєму творі, подавши грецькою мовою ряд назв старослов’янських міст Галичини, в тому числі і «Головсько». Там Головсько є столицею найбільшого територіального слов’янського племені головщан.